# الرعاية الصحية في العراق
طور العراق نظام رعاية صحية مركزيًا مجانيًا وشاملًا في السبعينيات باستخدام نموذج للرعاية العلاجية، يعتمد على رأس المال ويستند إلى المستشفى. اعتمدت البلاد على الواردات واسعة النطاق من الأدوية والمعدات الطبية وحتى الممرضات، مدفوعة الأجر من عائدات تصدير النفط، وفقًا لتقرير «موجز المراقبة» الصادر بالاشتراك بين منظمة الأمم المتحدة للطفولة ومنظمة الصحة العالمية في يوليو 2003. على عكس البلدان الفقيرة الأخرى، التي ركّزت على الرعاية الصحية الجماعية باستخدام ممارسي الرعاية الأولية، طور العراق نظامًا غربيًا من المستشفيات المتطورة ذات الإجراءات الطبية المتقدمة، التي يقدمها الأطباء المتخصصون. أشار تقرير اليونيسف ومنظمة الصحة العالمية إلى أنه قبل عام 1990، كان 97% من سكان الحضر و71% من سكان الريف يحصلون على رعاية صحية أولية مجانية، وفقط 2% من أسرّة المستشفيات كانت تدار بشكل خاص.

## التمويل والرسوم
خلال العقد الأخير له في السلطة، خفض نظام صدام حسين التمويل الصحي بنسبة 90٪، ما ساهم في تدهور كبير في الرعاية الصحية. خلال تلك الفترة، زادت وفيات الأمهات ثلاثة أضعاف تقريبًا، وانخفضت رواتب العاملين في المجال الطبي كثيرًا. تدهورت المرافق الطبية، التي كانت سنة 1980 من بين الأفضل في الشرق الأوسط. كانت الظروف خطيرة خصوصًا في الجنوب، إذ انتشر سوء التغذية والأمراض المنقولة بالمياه في التسعينيات. كان معدل حدوث التيفود والكوليرا والملاريا والسل عام 2005 أعلى في العراق منه في البلدان المماثلة. دمَّر نزاع عام 2003 ما يقدر بـ 12% من المستشفيات ومختبرات الصحة العامة الرئيسية في العراق، رغم حدوث بعض التحسينات في العام الموالي.
باستخدام أموال دولية كبيرة، شُغّل نحو 240 مستشفى و1200 مركز صحي أولي، وخُفّف النقص في بعض المواد الطبية، وبدأ تدريب العاملين في المجال الطبي، وانتشر تطعيم الأطفال على نطاق واسع. ومع ذلك، فقد ظلَّت الظروف الصحية في المستشفيات غير مُرضيّة، ووُجد نقص في العاملين المدربين والأدوية، وظلت الرعاية الصحية غير متوفرة إلى حد بعيد في المناطق التي استمر فيها العنف. بحلول عام 2005، كان هناك 15 سرير مستشفى و6.3 طبيب و11 ممرضة لكل 10,000 من السكان. دعت الخطط إلى إنفاق 1.5 مليار دولار أمريكي من الميزانية الوطنية على الرعاية الصحية سنة 2006.
حُددت تكلفة الدخول إلى مستشفى عام بـ 500 دينار في الثمانينيات ولم تزد منذ ذلك الحين. كان من المفترض أن يغطي هذا تكلفة كلّ العلاج. بدأت جميع المستشفيات العامة في العراق في شباط/فبراير من عام 2016 بفرض رسوم على المرضى مقابل الخدمات الفردية، وخُفضت ميزانية الرعاية الصحية عام 2016 بنحو 25٪.

## التوظيف
قُتل أكثر من 2000 طبيب بين عامي 2003 و2014. سنة 2016، بقي أقل من ثلاثين جراح قلب في البلاد. اعتبارًا من عام 2020، هناك 372 مستشفى بها 53,802 سريرًا في العراق. نظام الرعاية الصحية العامة في العراق مجاني منذ عقود.

## المشاكل
يقول الأطباء العراقيون إنهم مضطرون إلى التظاهر بإنعاش المرضى عندما يكون ذلك غير مجدٍ لأن الأقارب الذين لهم صلات بالميليشيات يطلبون أحيانًا المال إذا كانوا غير راضين عن جهود الطبيب. شدد مجلس النواب العراقي في عام 2010 الأحكام الصادرة بحق كل من يُدان بالتهديد أو الاعتداء على طبيب. وتُقدّر الدراسات الأكاديمية المختلفة أن العراقيين يعانون كثيرًا من العديد من مشكلات الصحة العقلية غير المعالَجَة، مثل الاكتئاب والاضطراب ثنائي القطب والقلق واضطراب ما بعد الصدمة -يؤثر في 20-60% من السكان بعمر 18 عامًا فأكثر- التي يمكن إرجاع أسبابها إلى انتهاكات صدام المروعة لحقوق الإنسان، وازدادت بسبب التداعيات حتى غزو العراق عام 2003 والعواقب الإجمالية للحرب العراقية مثل العنف والإرهاب والتهجير والوضع الاجتماعي والاقتصادي المتدني.